# Operacija Srebrna lisica
Operacija Sebrna lisica (angleško Operation Silver Fox, nemško Unternehmen Silberfuchs, rusko Мурманская операция) je bila skupna nemško-finska vojaška operacija med drugo svetovno vojno, katere namen je bilo zasesti pristanišče Murmansk in tako preprečiti dostavo zahodne pomoči Sovjetski zvezi preko arktičnih konvojev. Operacija ni bila uspešna saj je Murmansk vse do konca vojne ostal v ruskih rokah.